# Ipogeo De Beaumont Bonelli Bellacicco

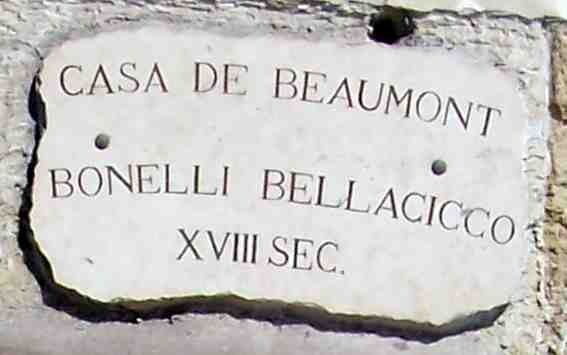
Schild - Ipogeo De Beaumont Bonelli Bellacicco

Das Hypogäum Ipogeo De Beaumont Bonelli Bellacicco befindet sich in Tarent im Borgo Antico am Corso Vittorio Emanuele 39.
Es ist ein außergewöhnlicher Bau, der die Geschichte Tarents von der geologischen Zeit, vor zirka 65 Millionen Jahren, über großgriechische, byzantinische und mittelalterliche Spuren bis hin zum 18. Jahrhundert erzählt.

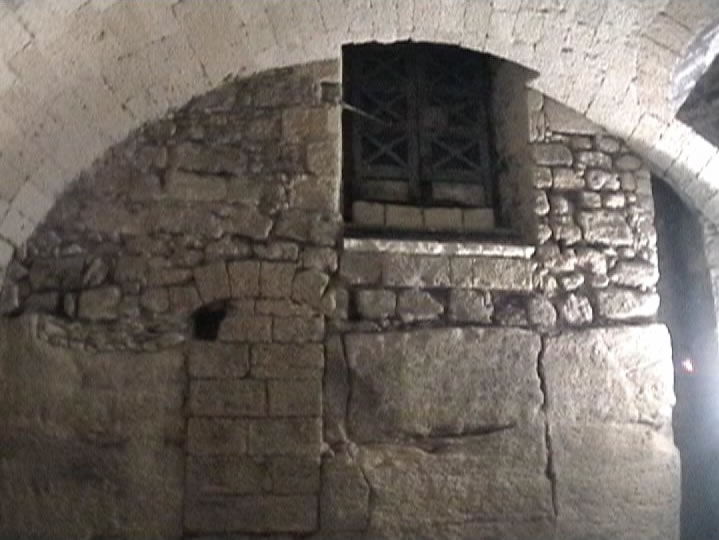
Außenwand

Das 14 m unter der Straße gelegene Hypogäum erstreckt sich über eine Fläche von 700 m², verteilt auf drei Ebenen. In seinem Innern befinden sich auf Kalkfelsen Fossilienreste von Miesmuscheln bewundern. Die Außenmauern stammen aus byzantinischer Zeit, während die Mauer zum Meer wahrscheinlich altgriechischen Ursprungs ist. Das Hypogäum hat einen Ausgang auf Meereshöhe, der den direkten Zutritt zur Strandpromenade des Borgo Antico hat.
Auf diesem Bau wurde später die Residenz der Marquise De Beaumont und ihres Ehemannes Fürst Bonelli errichtet. Der derzeitige Besitzer Marcello Bellacicco führte eine Restaurierung durch, die den Mauern ihre Fresken und der Decke ihren alten Glanz zurückgab.
Hypogäum und Gebäude stehen als Kulturgüter Tarents kostenlos für Besucher offen.

## Fotogalerie

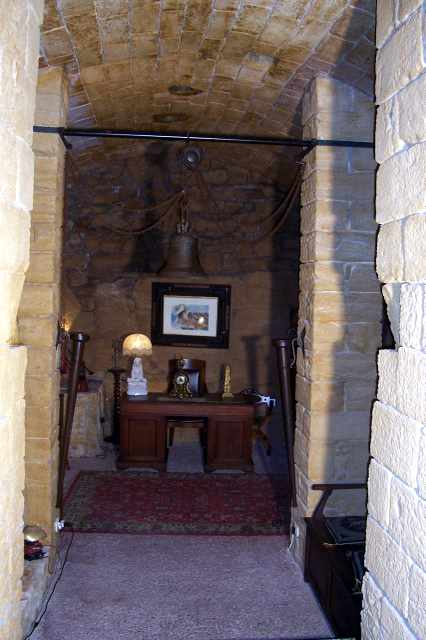
Eingang
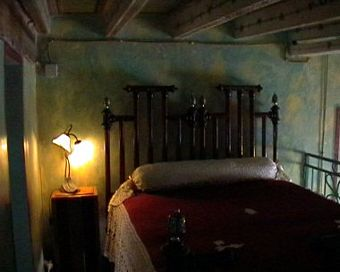
Schlafzimmer
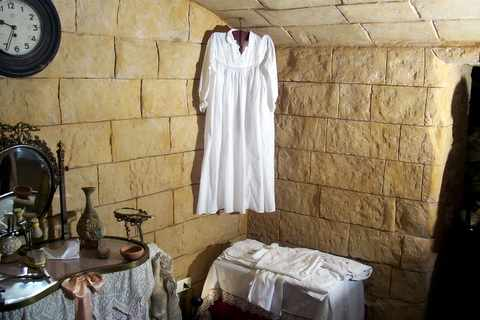
Aussteuer aus dem 19. Jahrhundert im Schlafzimmer
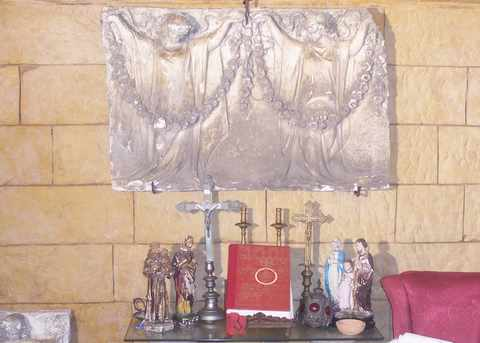
Detail des Schlafzimmers
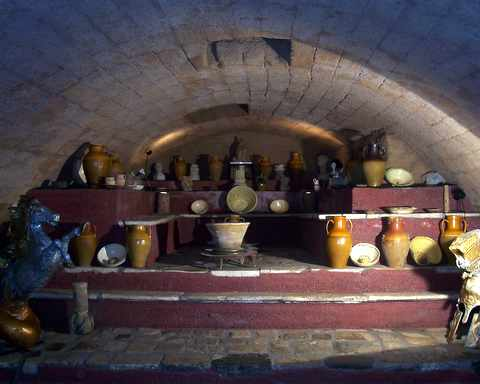
Amphitheater
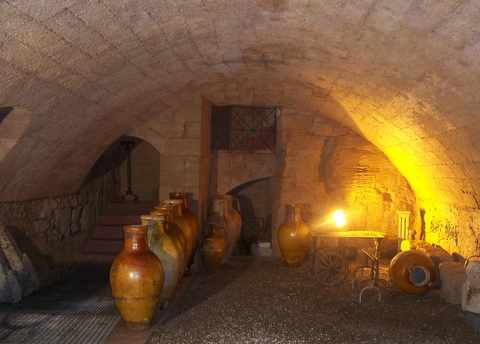
Amphorensaal